# Montanel
Montanel ist eine Ortschaft und eine ehemalige französische Gemeinde mit 371 Einwohnern (Stand 1. Januar 2022) im Département Manche in der Region Normandie. Sie gehörte zum Kanton Saint-Hilaire-du-Harcouët im Arrondissement Avranches.
Mit Wirkung vom 1. Januar 2017 wurden die bisherigen Gemeinden Saint-James, Argouges, Carnet, La Croix-Avranchin, Montanel, Vergoncey und Villiers-le-Pré zur namensgleichen Commune nouvelle Saint-James zusammengelegt. Die ehemaligen Gemeinden haben in der neuen Gemeinde den Status einer Commune déléguée. Der Verwaltungssitz befindet sich im Ort Saint-James.

## Lage
Nachbarorte von Montanel sind Vessey im Nordwesten, Argouges im Nordosten, Coglès im Südosten, Saint-Ouen-la-Rouërie im Südwesten und Sacey im Westen.

## Bevölkerungsentwicklung
| Jahr      | 1962 | 1968 | 1975 | 1982 | 1990 | 1999 | 2008 | 2015 |
| --------- | ---- | ---- | ---- | ---- | ---- | ---- | ---- | ---- |
| Einwohner | 638  | 553  | 511  | 461  | 443  | 367  | 367  | 377  |

## Sehenswürdigkeiten

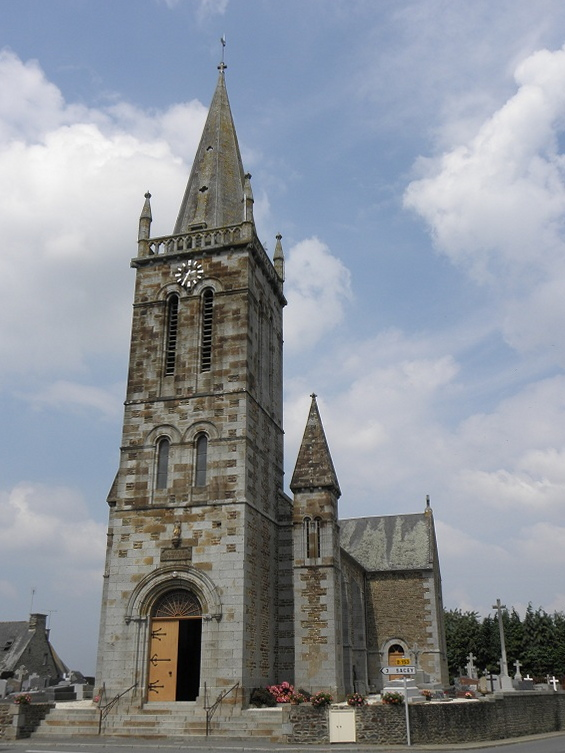
Kirche Notre-Dame

- Kriegerdenkmal
- Kirche Notre-Dame